# Lewis Kahn
„Voirabh“ Lewis Kahn (* 1. Juli 1946 in Los Angeles; † 20. Februar 2019 in New York) war ein US-amerikanischer Salsa- und Jazzmusiker (Geige, Posaune), der in der New Yorker Musikszene aktiv war.

## Leben und Wirken
Kahn lernte zunächst Geige; später spielte er in der Highschool-Band Posaune. Als junger Erwachsener zog er nach New York, wo er an der Juilliard School studierte. Bald wurde er Teil der Latin-Music-Szene, außerdem des frühen Boogaloo-Stils und des Salsa. Seine Spitznamen „El otro judio maravilloso“ und „second marvelous Jew“ nahmen anerkennend auf seine jüdische Herkunft Bezug, gleichzeitig auf den Salsamusiker Larry Harlow (genannt „first marvelous Jew“), mit dem Kahn häufig zusammenarbeitete. Den Namenszusatz „Voirabh“ erhielt er von seinem Meditationslehrer Sri Chinmoy.
Erste Aufnahmen Kahns entstanden 1969 bei Eddie Palmieri (Justicia); in den frühen 1970er-Jahren spielte er Posaune bei Tito Puente und 1975 mit Dizzy Gillespie und Machito, zu hören auf dem Album Afro Cuban Jazz Moods. Im Laufe seiner weiteren Karriere arbeitete er – meist als Posaunist – u. a. mit Carlos Jiménez, Celia Cruz, Chico O’Farrill, David Byrne, den Fania All-Stars, Grover Washington Jr., Janis Ian, Juan-Carlos Formell, Lionel Hampton, Marc Anthony, Obie Bermúdez, dem Orchestra Harlow, Rubén Blades, Stan Kenton, Willie Colón, Kristy MacColl und Bobby Sanabria, als Geiger auch mit Yomo Toro (Funky Jibaro). Im Bereich des Jazz war er zwischen 1969 und 2008 an 25 Aufnahmesessions beteiligt, zuletzt mit Yoland Duke und dem Tito Puente Orchestra.